# Sociedade Amigos da Biblioteca Nacional
A Sociedade de Amigos da Biblioteca Nacional - SABIN foi criada em 17 de dezembro de 1985, sendo uma sociedade civil, sem fins lucrativos, declarada pelo Ministério da Justiça e Secretaria de Estado da Justiça uma entidade de Utilidade Pública Federal e Estadual (Rio de Janeiro), respectivamente.

## Missão e objetivos
- Contribuir para o aprimoramento patrimonial, técnico e cultural da Fundação Biblioteca Nacional;
- Apoiar as atividades culturais e científicas ordinárias da FBN, bem como seminários, mesas redondas, debates, ciclos de palestras, cursos, reuniões, encontros, conferências, exposições, espetáculos artísticos, projeções cinematográficas, lançamentos de livros e publicações;
- Firmar convênio, para fins sociais, com pessoas jurídicas de direito público e de direito privado, nacionais ou estrangeiras;
- Obter de pessoas físicas ou jurídicas, públicas ou privadas, nacionais ou estrangeiras, subvenções, doações em dinheiro ou em obras, destinadas à consecução dos objetivos da Sociedade[3].

## Publicações

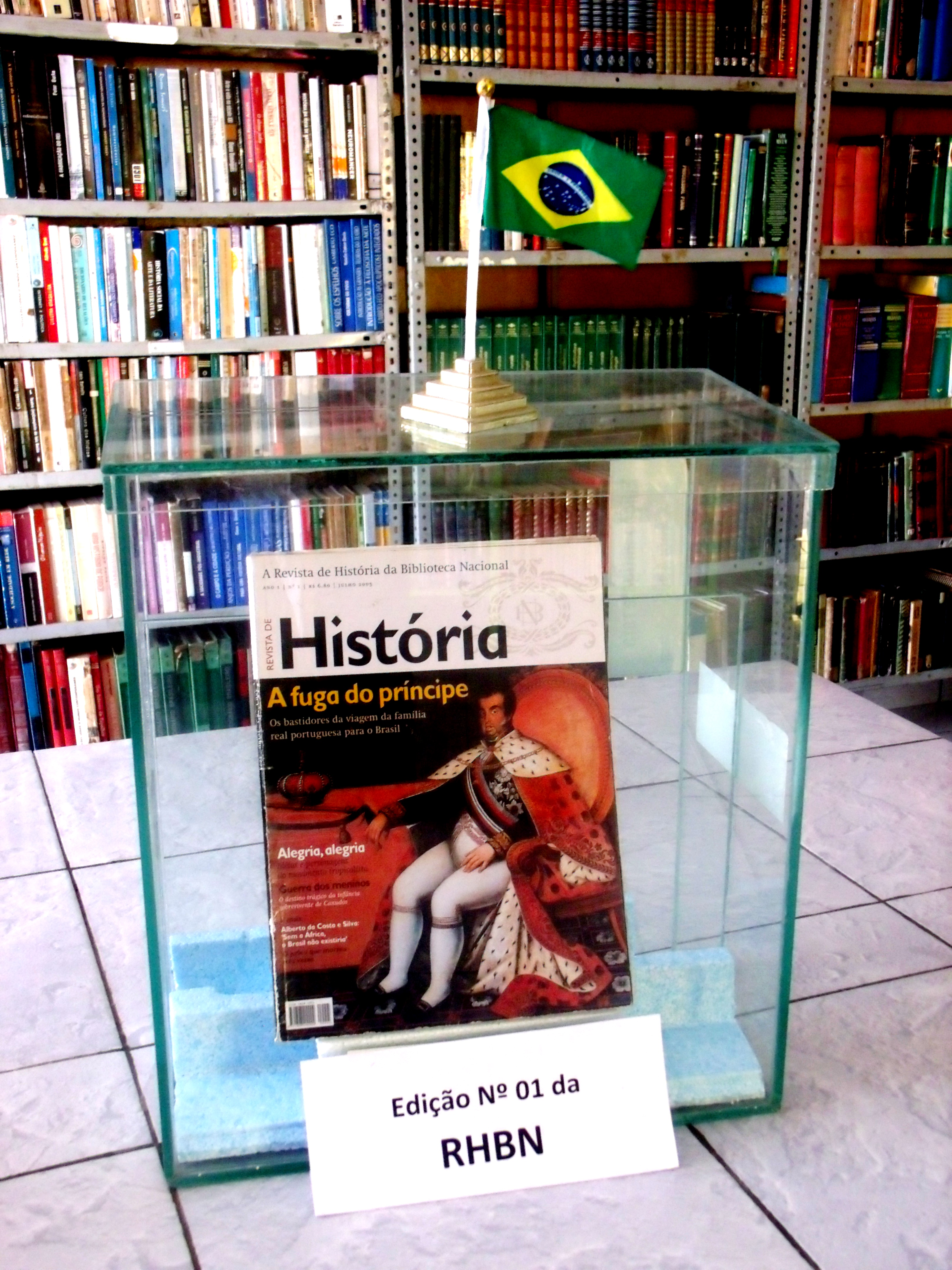
Primeiro número da RHBN, de julho de 2005, exposta em uma biblioteca pública.

Sua principal publicação é a Revista de História da Biblioteca Nacional, em parceria com Ministério da Cultura, por meio da Lei de Incentivo à Cultura.